# 小塚明朝
小塚明朝（こづかみんちょう）は、小塚昌彦が制作指揮を行いアドビが作成した明朝体の和文OpenTypeフォント。Adobe ReaderなどのAdobe製品に付属している。Pr6Nは異体字セレクタにも対応している。

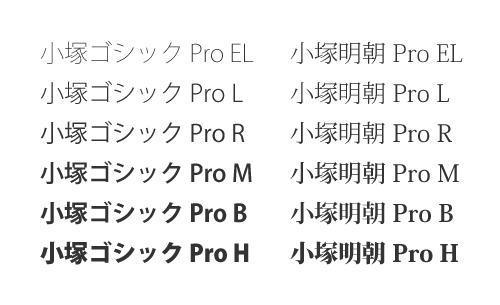
書体のサンプル

## 歴史
CID-Keyed Fontファイルフォーマットを採用したAdobe TypeLibrary 2.0J初のオリジナルフォントとして、1998年1月下旬に出荷。Adobeはそれまで自社製の欧文書体を62書体発表していたが、和文書体は初だった。用意されたウェイトは六つ（EL、L、R、M、B、H）。すべてコンピュータ上で制作されたため紙の原字は存在しない。その後、DTPソフトAdobe InDesignにOpenType版の小塚明朝Pro（L）がバンドルされた。
2007年、本フォントの製作者である小塚昌彦が『日本タイポグラフィ年鑑』の第6回佐藤敬之輔賞を受賞した。

## バージョン

### Std
- Adobe-Japan1-3に対応。9,354のグリフを含む。

### Pro
- Adobe-Japan1-4に対応。15,444のグリフを含む。

### Pr6N
- (1)Adobe-Japan1-6に対応、(2)JIS2004基準の字体に対応する、(3)IVS(Ideographic Variation Sequences)に対応。23,058のグリフを含む。